# 氷結 (チューハイ)
氷結（ひょうけつ）は、ウォッカベースの缶入りチューハイの商標。麒麟麦酒（二代目）が製造・販売する。麒麟麦酒（初代、後のキリンホールディングス）の総合酒類化の商品第一号として2001年7月11日に発売された。発売当初の商品名は「氷結果汁」。

## 歴史

### 開発
当時の麒麟麦酒の子会社であるキリン・シーグラム（現：キリンディスティラリー）の開発グループによって開発が開始された。開発にはウイスキーブレンダーも携わった。
アルコールのベースを焼酎にせずにウォッカにした理由として
- 当時のキリングループは甲類焼酎を生産する工場や設備、さらには焼酎の製造免許を持っていなかった[3]。また、富士御殿場蒸留所ではウイスキーの生産設備を用いてウォッカの生産もしていた[3]。
- キリン・シーグラムは、1990年代半ばにキリンビールと近畿コカ・コーラボトリングにウォッカベースのフルーツチューハイをOEMで供給した経験も持っていた[3]。
  - 当時のチューハイは焼酎ベースであることが常識であったことなどの理由でウォッカベースのフルーツチューハイの売り上げは芳しくなかったが、「氷結」の開発に関わった人間によれば、それらの商品を深く認めていた層もいたという[3]。
- 原材料として用いるストレート果汁の良さを活かすためには、焼酎よりも酒の匂いが薄い（癖が少ない）ウォッカの方が向いている[4]。

以上の見解により、ウォッカベースという方向性自体には問題はないと判断し、開発を進めた。
キリンビールは総合酒類化へ方向転換することになり、この新商品もキリンビールの販売網でキリンビールの商品として販売されることとなる。結果、総合酒類化の第一号商品として販売されることが経営会議にて指名される。
「氷結」の開発にあたっては、「果実の瑞々しさを出すために濃縮果汁ではなくストレート果汁を使用する」「純度の高いクリアな炭酸を使用する」「白樺活性炭を用いた濾過によりクリアなウォッカを使用する」の3点にこだわっているという。特に「加熱を行わず凍結させたストレート果汁を使用する」点は発売当初からのアピールポイントで、「氷結」という商品名の由来にもなっている。缶は東洋製罐が開発した「ダイヤカット缶」を採用し、そのデザインや開封時に出る「パキパキッ」という音で氷をイメージさせるなど、冷たさや爽快感を表現している。（ミウラ折りの仲間。吉村パターン）

### 実績
2001年7月に発売開始。当初はシチリア産レモンとグレープフルーツという2フレーバーでの展開だったが、発売開始からの半年間で611万ケース（250ml缶換算）を販売するヒット商品となり、翌2002年には缶チューハイ市場におけるシェアが早くも3割に達する。一方で「『氷結果汁』というネーミングでは、通常の果汁入り清涼飲料との誤認を招きやすい」という消費者からの苦情を受け、2002年3月に商品名を現在の「氷結」に変更した。商品ラインナップも多角化し、少し贅沢な路線の「プレミアム」、糖類ゼロ系の「ZERO」、強アルコール度数の「ストロング」などの展開も行なわれた。「プレミアム」は2017年末までに製造を終了した。
その後も販売は伸び続け、2009年末には販売開始からの総売上本数が60億本（250ml缶換算）を突破。市場でのシェアも2006年に4割を超え、缶チューハイ市場のメジャーブランドとしての地位を確立している。
2005年からは中国・上海市周辺での販売を開始するなど、日本国外への展開も進められている。
2014年からは冷凍可能な「氷結アイススムージー」が夏季限定で発売されている。こちらはウォッカではなく、アルコールを原材料に使用している。商品右側上部に「これはお酒です」と表示されている。
2017年からは海外で出会ったお酒を氷結流にアレンジした「旅する氷結」が発売された。こちらは原材料に食用色素を使用している商品もある。2018年度に本シリーズ初の季節限定品が発売されたが、2021年9月までに全て出荷を終了。
2019年1月の製造・出荷分よりシリーズ全商品の製造元がキリンディスティラリーからキリンビールへ完全移管された。
2019年2月21日には、「氷結」に採用されている「ダイヤカット缶」が立体商標として登録されることが発表された。酒類・食品業界での立体商標登録は非常に珍しい事例となる。
2020年10月からは、糖類と甘味料不使用の無糖シリーズ(4％と7％)が発売されていて、2022年2月からは9％が追加され、3つの商品でアルコール度数が異なるアイテムが展開されている。当初はレモン味のみであったが、2022年10月よりグレープフルーツ味も追加され、4%と7%が発売された。

## CM

### CLUB氷結
2023年から展開している現行キャンペーン。テーマソングはSEKAI NO OWARIの『ターコイズ』。
出演者
- 高畑充希
- SEKAI NO OWARI
  - Nakajin
  - Fukase
  - Saori
  - DJ LOVE

### ALL is NEW! セカイを、おいしく、たのしく
2019年から2023年まで展開している現行キャンペーン。BGMは東京スカパラダイスオーケストラ『パンドラタイムス 2019』。
出演者
- 柳楽優弥
- 波瑠

### あたらしくいこう。
2016年から2019年まで展開していたキャンペーン。出演者が氷結を飲んだ後、タレントイメージと異なる事にチャレンジする内容のCMであった。BGMは東京スカパラダイスオーケストラ『Paradise Has No Border』（2017年発売の同名アルバムに収録）。
出演者
☆印のある段は、東京スカパラダイスオーケストラとの共演
- 綾小路翔《氣志團》（2016年）[17]
- 真木よう子（2016年） - 加藤茶とヒゲダンスを踊る[17]
- 松坂桃李（2016年） - 瓦割りに挑む[17]
- 高橋みなみ（2016年） - 小林幸子と共演[18]
- さかなクン（2016年） - バスサックスを演奏 ☆
- 志村けん（2016年） - 三味線を演奏 ☆
- 中居正広（2017年）[19]
- 川﨑宗則（2017年） - 居合術に挑戦
- 高橋一生・浜野謙太（2017年） - それぞれブルースハープ・トロンボーンを演奏 ☆ ※森永・ICE BOXとのコラボCM[20]
- 高橋一生（2018年） - オタ芸に挑戦
- 鈴木奈々・加藤諒（2018年） - タップダンスに挑戦
- 白石麻衣《乃木坂46》（2018年） - 和太鼓を演奏 ☆

### 本気の果汁。本気のチュー。
2015年に行われたキャンペーン。CMキャラクターは武井咲とオアシズの大久保佳代子。

### いい顔になろう。
2013年に行われたキャンペーン。CMソングはナオト・インティライミの「恋する季節」。

### セカイガ キラキラ ハジケル
2012年に行われたキャンペーン。前回キャンペーンに引き続きPerfumeをCMキャラクターに起用。CMソングは「Spring of Life」、「Hurly Burly」。

### かなりスッキリ! かなり爽快! かなり好き!
2011年から2012年に行われたキャンペーン。CMキャラクターにはPerfumeを起用。CMソングは「レーザービーム」、「GLITTER」。

### WEB限定アニメCM
2016年8月2日、アニメイトタイムズ内の特設サイトにおいてアニメによるWEB限定CMを公開した。これに対し、アルコール薬物問題全国市民協会（ASK）や主婦連合会等の団体が連名でキリンに対し公開中止を求める要望書を送ったことなどにより、8日後の8月10日には公開が停止された。公開中止の理由としてキリンは「（未成年に訴求力がある）アニメだから」としている。
スタッフ
- アニメーション制作：TRIGGER
- アニメーションプロデューサー：舛本和也
- キャラクターデザイン・作画監督・原画：本田敬一
- 歌：livetune+（やのあんな）
- 声の出演：浅沼晋太郎、茅野愛衣